# Facultad de Fisioterapia de Pontevedra
La Facultad de Fisioterapia de Pontevedra es un centro universitario fundado en 1998 en la ciudad española de Pontevedra  y con sede en el campus de A Xunqueira, en el norte de la ciudad.
La facultad pertenece al Campus Universitario de Pontevedra, integrado en el Sistema Universitario de Galicia y dependiente de la Universidad de Vigo. Oferta estudios de ciencias de la salud de grado y posgrado.

## Historia
La implantación de los estudios de Fisioterapia en Pontevedra fue autorizada en 1993 por el Decreto 192/1993 de la Consejería de Educación de Galicia, de 29 de julio, en su artículo 20, que los integró en la recién creada Facultad de Ciencias Sociales de la ciudad.
Sin embargo, la implantación de los estudios de Fisioterapia en el campus universitario de Pontevedra se hizo finalmente efectiva en octubre de 1995, fecha en la que comenzó a impartirse dicha titulación en la Facultad de Ciencias Sociales.
En 1998, la Consejería de Educación de Galicia creó la Escuela Universitaria de Fisioterapia de Pontevedra mediante el Decreto 346/1998, de 20 de noviembre, en su artículo 7, desvinculando las enseñanzas de fisioterapia de la Facultad de Ciencias Sociales en la que se encontraban hasta entonces. Las enseñanzas se impartieron provisionalmente en la Escuela de Ingenieros Forestales hasta el año 2000, cuando se inauguró el nuevo edificio diseñado por el arquitecto José Ramón Rúa Rodríguez en el campus de A Xunqueira, que se convertiría en su sede definitiva.
En 2009 se aprobó un nuevo plan de estudios y en 2011 la Escuela Universitaria de Fisioterapia pasó a denominarse Facultad de Fisioterapia mediante el Decreto 14/2011, de 3 de febrero, según consta en su artículo segundo.

## Titulaciones

### Estudios de grado
- Grado en Fisioterapia.

### Estudios de máster
- Máster universitario en Ejercicio Terapéutico en Fisioterapia,[7] para el que se ofertan 20 plazas.[8][9]
- Máster en Enfermería (a partir del curso académico 2025/26).[10][11]

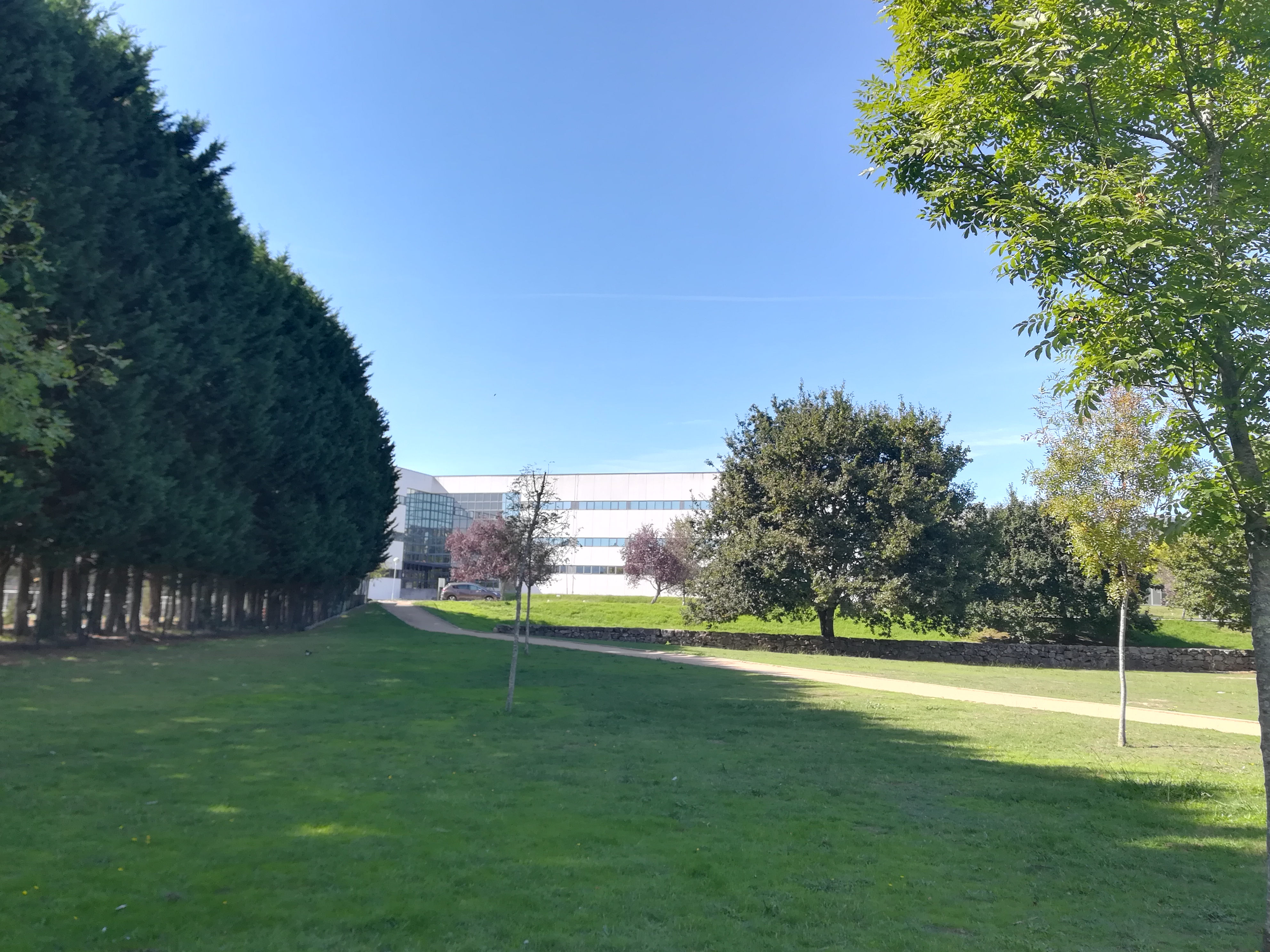
La facultad en las proximidades del parque Isla de las Esculturas.

## Actividades
La Facultad tiene convenios con diversos centros privados y con el Servicio Gallego de Salud para la formación clínica. También tiene convenios con varios países europeos para acoger estudiantes Erasmus, así como con 6 universidades españolas y convenios específicos con universidades latinoamericanas.

## Cultura
El patrón de la facultad es San Aquiles y la facultad celebra su festividad en abril.

## Alumnas ilustres
- Teresa Portela Rivas[13]
- Susana Rodríguez Gacio[14][13]

## Galería de imágenes

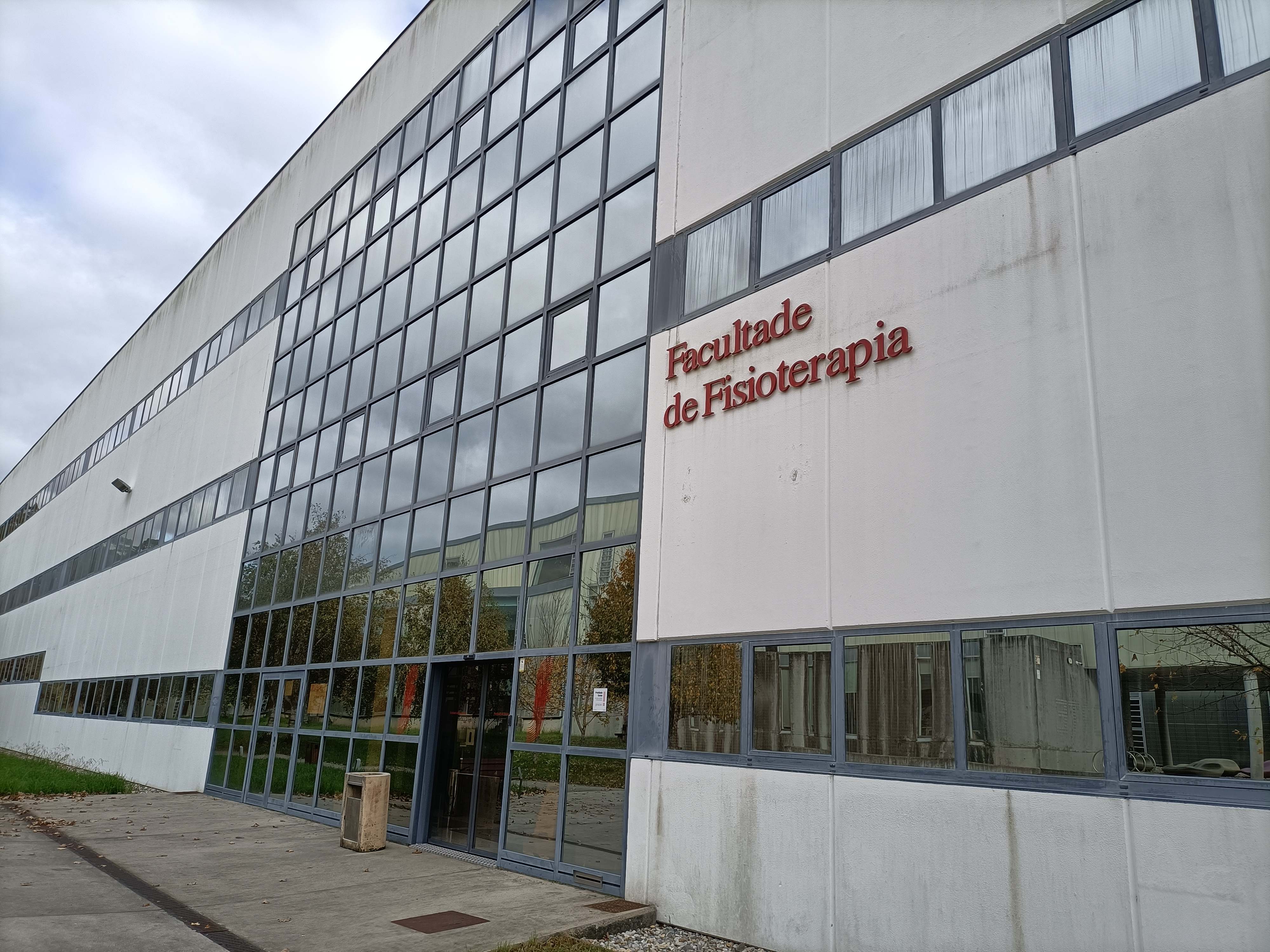
Entrada de la facultad pontevedresa
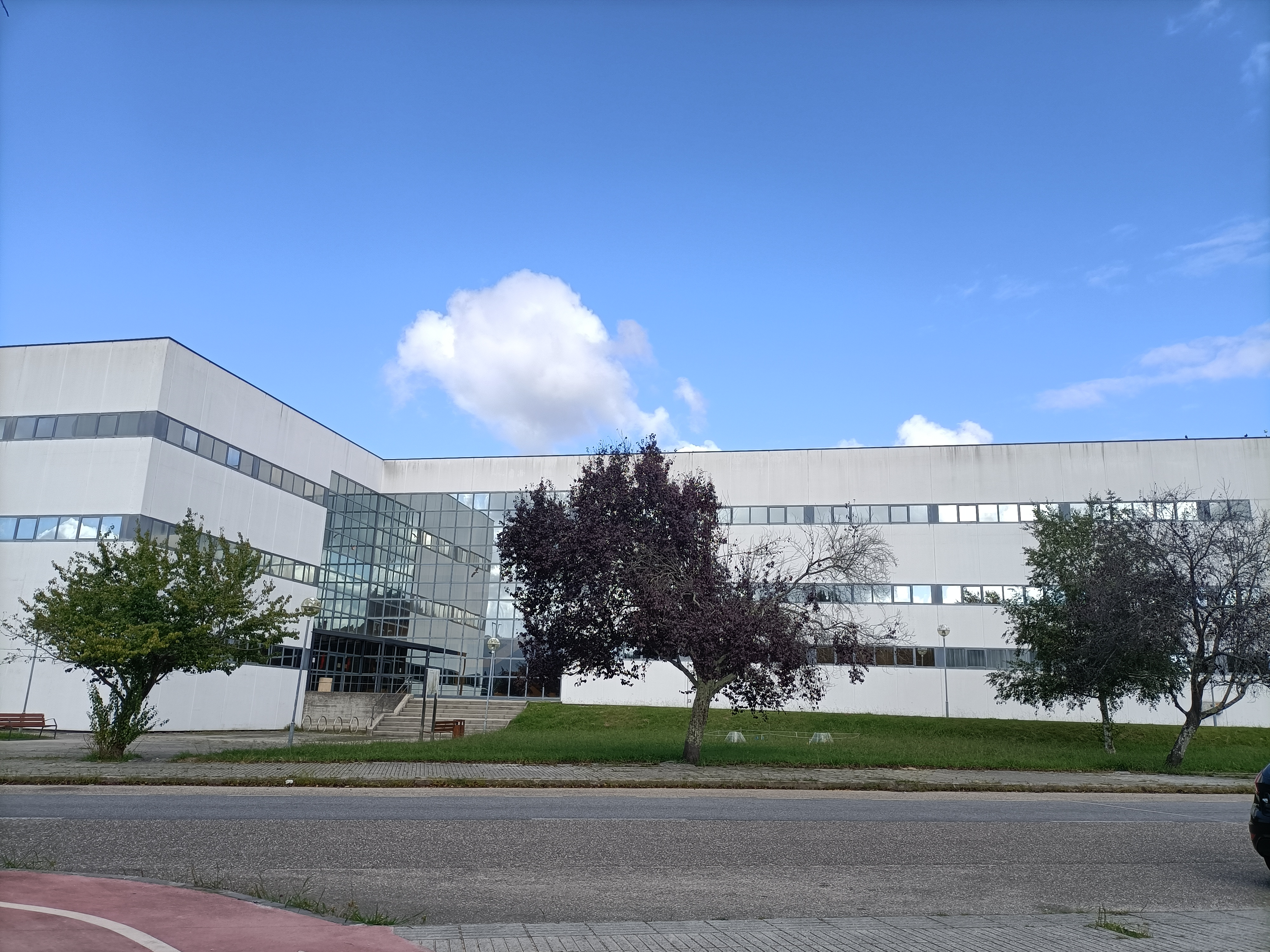
Fachada este
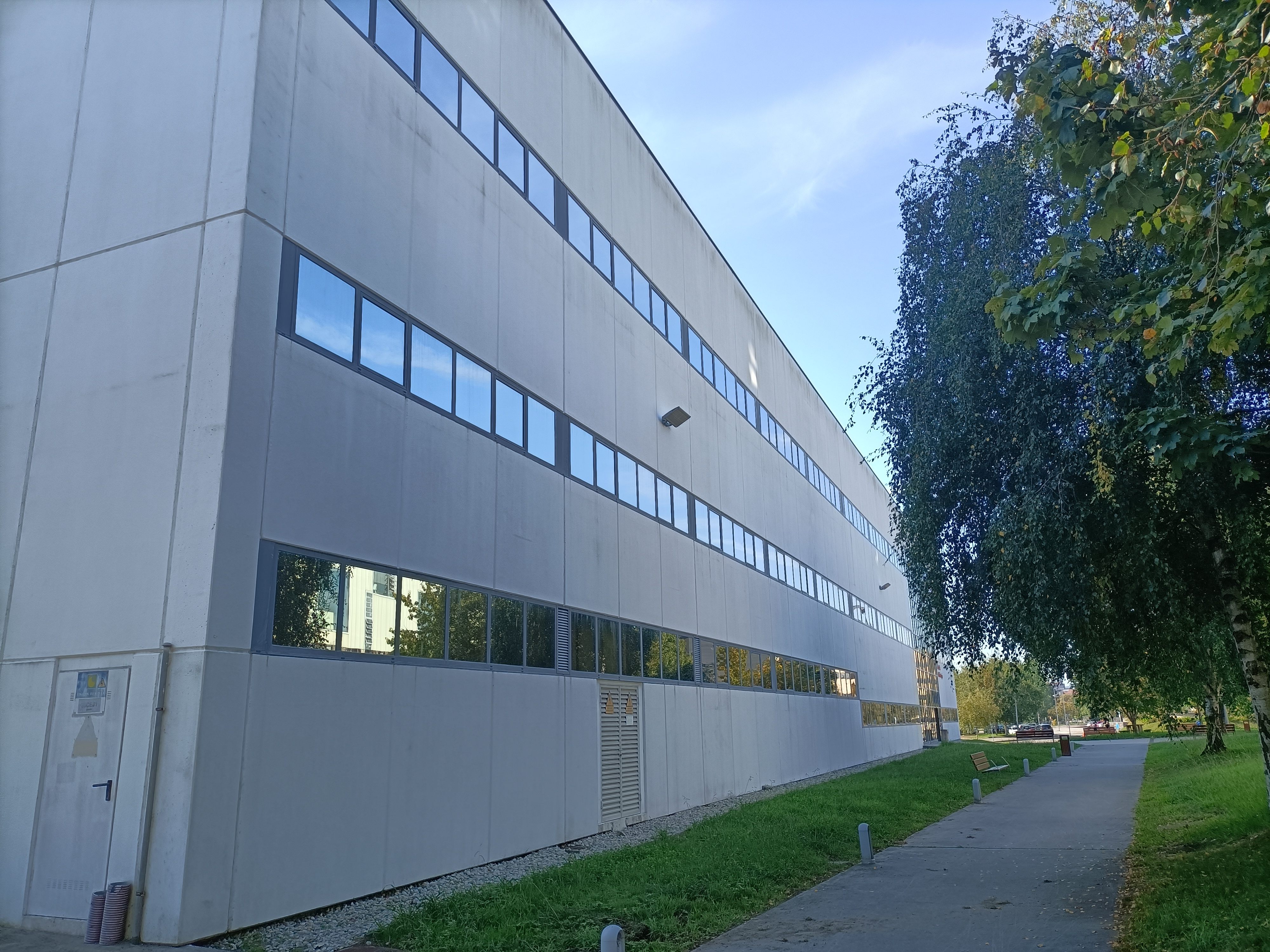
Fachada noroeste
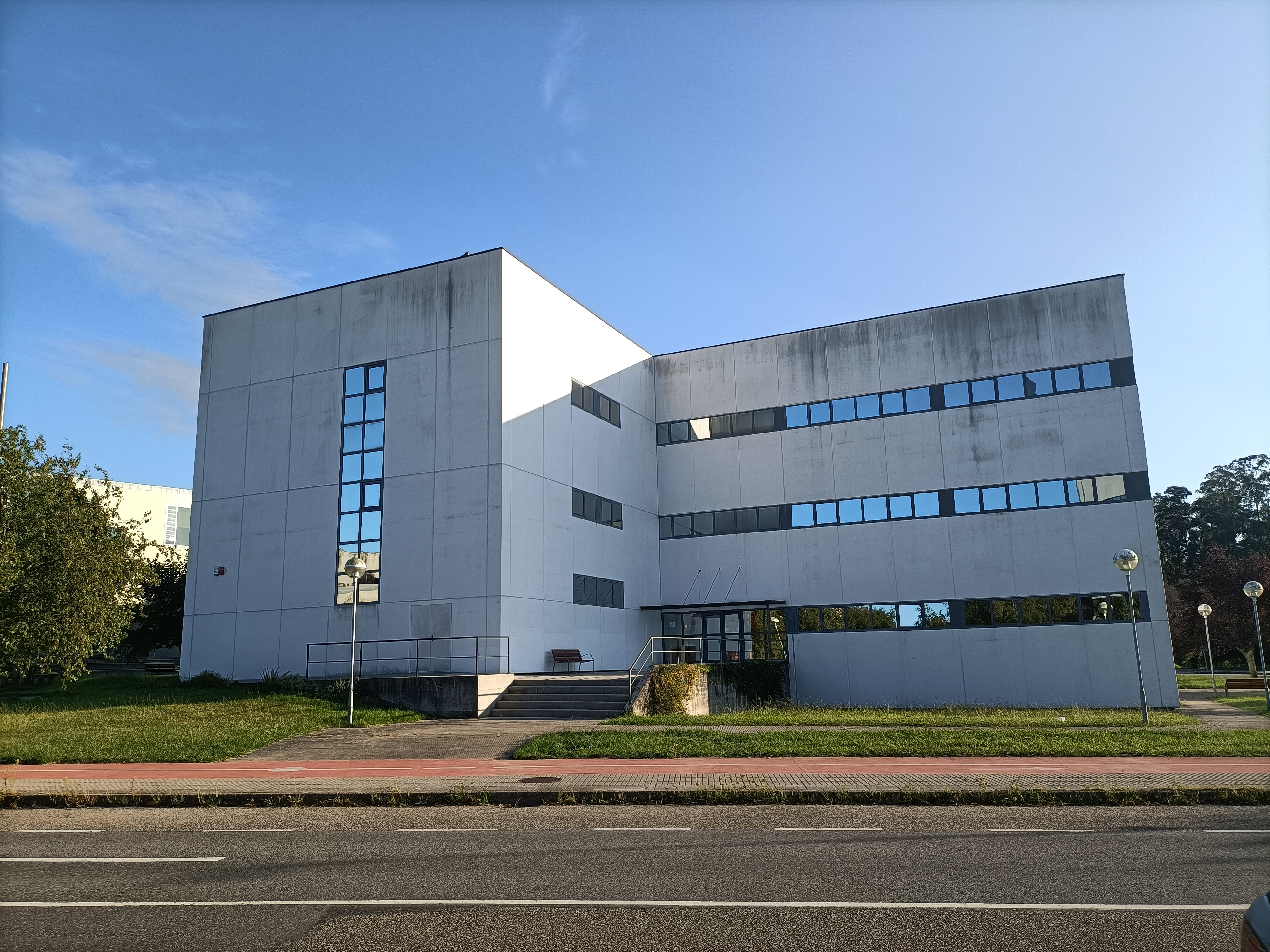
Fachada lateral suroeste
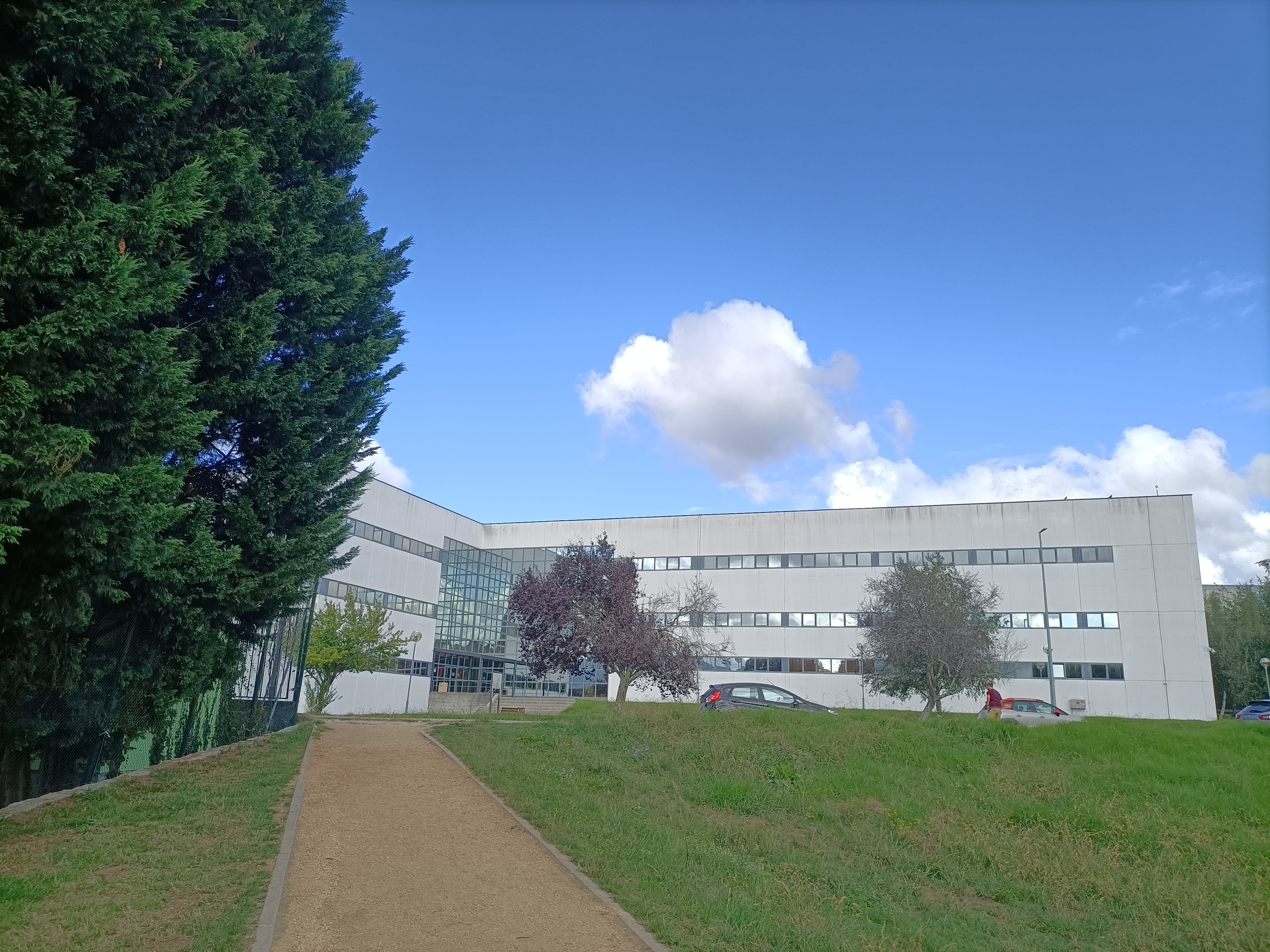
Fachada desde el parque de la Familia